# Bigwanty

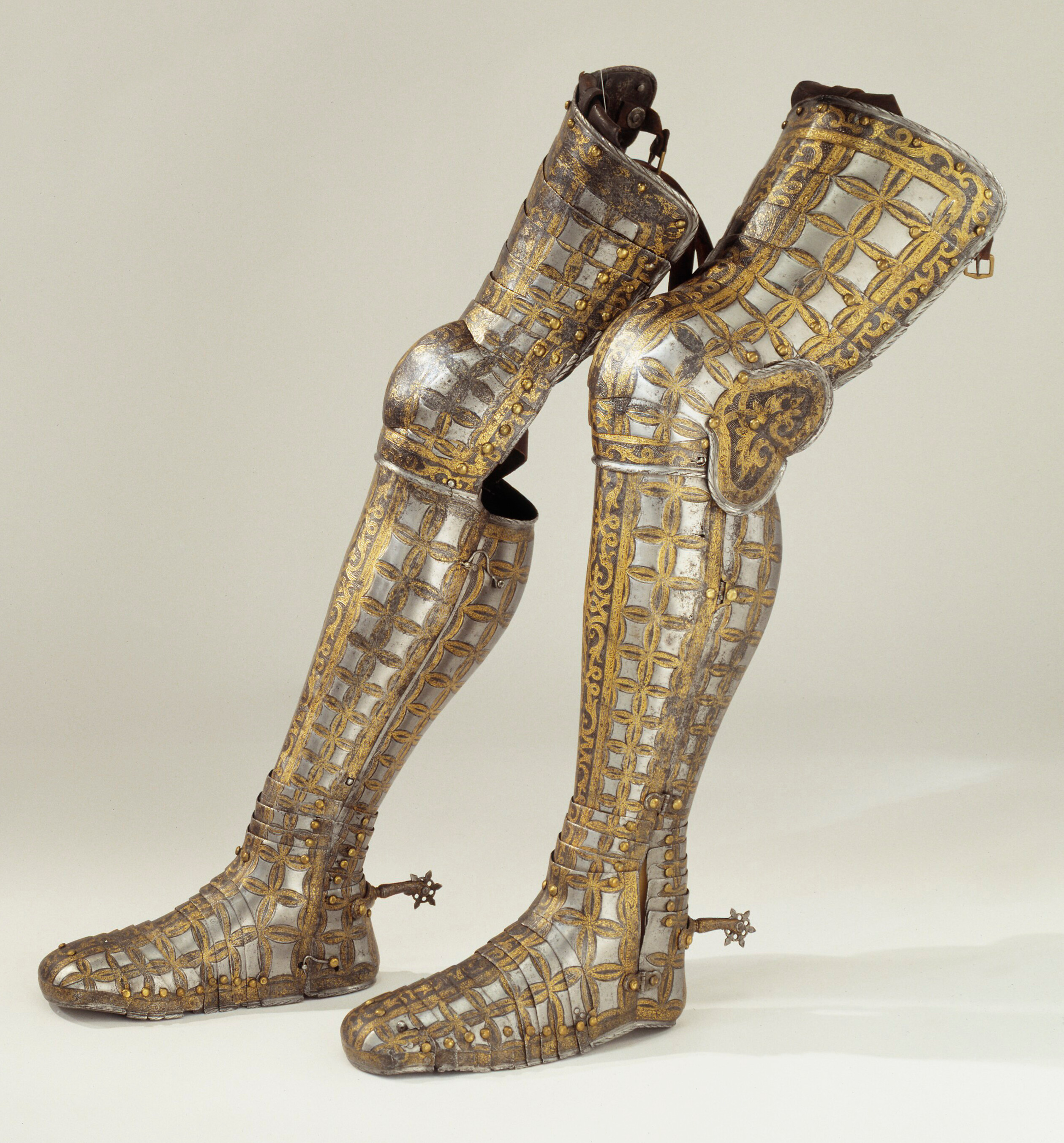
Bigwanty, XVI w.

Bigwanty (z niem. Beyngewand) – zespół elementów zbroi płytowej chroniący nogi. Składał się z: nabiodrków, nakolanków, nagolennic i trzewików. Termin był używany w Polsce już w XV wieku.